# Cavizzana
Cavizzana là một đô thị tại tỉnh Trento trong vùng Trentino-Alto Adige/Südtirol, có vị trí khoảng 35 km về phía tây bắc của Trento. Tại thời điểm ngày 31 tháng 12 năm 2004, đô thị này có dân số 239 người và diện tích là 3,3 km².
Cavizzana giáp các đô thị: Caldes và Cles.